# Yaldwynopsis guinotae
Yaldwynopsis guinotae is een krabbensoort uit de familie van de Homolidae. De wetenschappelijke naam van de soort is voor het eerst geldig gepubliceerd in 2007 door Richer de Forges & Ng.